# Crying Song
«Crying Song» es una canción compuesta por Roger Waters, bajista del grupo de rock británico Pink Floyd. Aparece en el álbum, "Music from the Film More".
La canción es una balada lenta de estilo pastoral, que incluye una voz soñadora por parte de David Gilmour. Esta canción nunca ha sido tocada en vivo.

## Composición
La pista está compuesta similarmente a varias baladas populares, con la única excepción del segundo acorde que es un D mayor con la quinta disminuida. La nota fundamental del acorde y la quinta disminuida forman un tritono, un intervalo disonante que se mantiene durante un compás entero, creando una atmósfera soñadora y surrealista. La canción tiene cuatro estrofas conectadas por una interacción instrumental al unísono de guitarra y bajo.

## Instrumentación
La canción es introducida por un vibráfono tocado por Richard Wright. David Gilmour toca la guitarra sajona y la eléctrica en el último solo que es en un principio muy cercano a la línea vocal con una variación rítmica. Lentamente evoluciona en una línea melódica propia mientras mantiene su carácter melódico. Este acercamento es muy típico del estilo posterior de Gilmour. Roger Waters emplea el Fender Precision Bass y Nick Mason usa solamente la caja.

## Créditos
- David Gilmour - guitarra sajona, guitarra eléctrica con slide, voz
- Richard Wright - vibráfono
- Roger Waters - bajo Fender Precision, voz
- Nick Mason - caja